# Judo na Igrzyskach Ameryki Środkowej i Karaibów 1990
Turniej judo na Ameryki Środkowej i Karaibów odbył się w listopadzie 1990 roku w Meksyku.

## Klasyfikacja medalowa
Gospodarz zawodów został zaznaczony kolorem.
| Miejsce | Państwo    |    |    |    | Razem |
| ------- | ---------- | -- | -- | -- | ----- |
| 1       | Kuba       | 13 | 1  | 2  | 16    |
| 2       | Portoryko  | 2  | 0  | 4  | 6     |
| 3       | Wenezuela  | 1  | 7  | 3  | 11    |
| 4       | Dominikana | 0  | 4  | 4  | 8     |
| 5       | Meksyk     | 0  | 3  | 7  | 10    |
| 6       | Kolumbia   | 0  | 1  | 0  | 1     |
| 7       | Kostaryka  | 0  | 0  | 2  | 2     |
| 8       | Gwatemala  | 0  | 0  | 1  | 1     |
| .       | Haiti      | 0  | 0  | 1  | 1     |
| .       | Salwador   | 0  | 0  | 1  | 1     |
| .       | Honduras   | 0  | 0  | 1  | 1     |
| .       | Nikaragua  | 0  | 0  | 1  | 1     |
| Razem   | Razem      | 16 | 16 | 27 | 59    |

## Medaliści

### Mężczyźni
| Konkurencja: | Złoto:           | Srebro:         | Brąz:                          |
| −56kg        | Luis Martínez    | Willis García   | José Carrasco Bolívar Calderón |
| −60kg        | Israel Hernández | Gilberto García | Roger Durán Louis Charles      |
| −65kg        | Pablo Hernández  | Ekers Raposo    | Víctor Martínez Víctor Rivera  |
| −71kg        | Ignacio Sayú     | Mario González  | Mario Arriaga Juan C. Vargas   |
| −78kg        | Mario Montalvo   | Carlos Figuereo | Leobel Pérez Rodrigo Cabalceta |
| −86kg        | Andrés Franco    | Hilario Avila   | Jorge Bonnet Charles Griffith  |
| −95kg        | José González    | José Tirado     | Vicente Piña Adrián Sierra     |
| Ponad 95kg   | Frank Moreno     | Hely Romero     | Javier Gómez                   |

### Kobiety
| Konkurencja: | Złoto:           | Srebro:          | Brąz:                               |
| −45kg        | Mabel Fonseca    | Kelly Silva      | Diana Martínez Teresa Benítez       |
| −48kg        | Legna Verdecia   | María Villapol   | Evelyn Matías Patricia Díaz         |
| −52kg        | Maritza Pérez    | Carmen Rodríguez | Ma. Luz Rivera                      |
| −56kg        | Cecilia Alacán   | Marta Bedolla    | Katerine Valle Altagracia Contreras |
| −61kg        | Xiomara Griffith | Driulis González | Ma. Silvia García Eleucadia Vargas  |
| −66kg        | Odalis Revé      | Dulce Piña       | Francis Gómez Rosiris Salas         |
| −72kg        | Niurka Moreno    | Elda A. Chavira  | ----                                |
| Ponad 72kg   | Daima Beltrán    | Emma Salazar     | Lorenza Gómez                       |